# Folūrd
Folūrd (persiska: فِلورد, فلورد) är en ort i Iran.   Den ligger i provinsen Mazandaran, i den norra delen av landet, 160 km öster om huvudstaden Teheran. Folūrd ligger 1 107 meter över havet och antalet invånare är 402.
Terrängen runt Folūrd är kuperad åt nordost, men åt sydväst är den bergig. Runt Folūrd är det ganska glesbefolkat, med 34 invånare per kvadratkilometer. Närmaste större samhälle är Pol-e Sefīd, 8,7 km nordväst om Folūrd. I omgivningarna runt Folūrd växer i huvudsak blandskog.